# Альчекенов, Лут Сапуович
Альчекенов Лут Сапуович (каз. Лут Сапуұлы Әлшекен; род. 13 августа 1966, село Караозек, Красноярский район, Астраханская область, РСФСР, СССР) — командующим ракетными войсками и артиллерией Вооружённых сил Республики Казахстан (2011—2018), генерал-майор. Начальник департамента кадров Министерства обороны Республики Казахстан с 10 марта 2020 года.

## Биография
Родился 13 августа 1966 в селе Караузек, Красноярского района, Астраханской области.

### Вооружённые силы СССР
С августа 1983 по июль 1987 — курсант Сумского высшего артиллерийского командного училища им. М. В. Фрунзе (г. Сумы, Украина).
После окончания училища с 25.07.1987 по 23.04.1992 проходил службу на различных должностях от командира взвода до командира артиллерийской батареи в Группе советских войск в Германии (Западная группа войск).

### Вооружённые силы Республики Казахстан
С мая 1992 по 1995 год прошёл последовательно должности от командира батареи до начальника штаба полка.
С 1995 по 1998 слушатель Михайловской артиллерийской академии (г. Санкт-Петербург, Россия).
С 1998 по 2004 — начальник штаба полка до командира артиллерийской бригады.
С марта 2004 по октябрь 2008 — заместитель командующего регионального командования «Юг» по огневому поражению — начальник ракетных войск и артиллерии.
С 2008 по 2010 обучался на факультете Генерального штаба Военной академии Вооружённых сил Республики Беларусь (г. Минск).
С июля 2010 по май 2011 — заместитель командующего регионального командования «Запад» по огневому поражению — начальник ракетных войск и артиллерии.
5 мая 2011 года распоряжением президента Республики Казахстан был назначен командующим ракетными войсками и артиллерией Вооружённых сил Республики Казахстан заместитель главнокомандующего Сухопутными войсками по огневому поражению. 18 апреля 2018 года распоряжением президента Нурсултана Назарбаева освобождён от должности в связи с переходом на новую должность.
С апреля 2018 по март 2020 года заместитель начальника Национального университета обороны имени Первого Президента Республики Казахстан-Елбасы — начальник штаба.
С марта 2020 приказом Министра обороны Республики Казахстан назначен начальником департамента кадров Министерства обороны.

## Награды

### СССР
Медаль «70 лет Вооружённых сил СССР»

### Республика Казахстан
1. Орден «Данк» II степени
2. Медаль «10 лет независимости Республики Казахстан»
3. Медаль «20 лет независимости Республики Казахстан»
4. Медаль «20 лет Конституции Республики Казахстан»
5. Медаль «10 лет Конституции Казахстана»
6. Медаль «10 лет Астане»
7. Медаль ветеран Вооруженных сил Республики Казахстан
8. Медаль «10 лет Вооружённых сил Республики Казахстан»
9. Медаль « 20 лет Вооружённых сил Республики Казахстан»
10. Медаль «За безупречную службу» 1 степени
11. Медаль «За безупречную службу» 2 степени
12. Медаль «За безупречную службу» 3 степени

### Иностранные награды
1. Юбилейная медаль «65 лет Победы в Великой Отечественной войне» (Беларусь)
2. За укрепление дружбы и сотрудничества (ШОС)

## Армейские международные игры (АрМИ)
1. Главный судья конкурса «Мастера артиллерийского огня» на армейских международных играх в 2016
2. Главный судья конкурса «Мастера артиллерийского огня» на армейских международных играх в 2017
3. Главный судья конкурса «Мастера артиллерийского огня» на армейских международных играх в 2018